# Чвелієрі
Чвелієрі (груз. ჭველიერი) — село в Грузії.
За даними перепису населення 2014 року в селі проживає 59 особа.